# Is It Love
Az Is It Love című dal a holland Twenty 4 Seven második kislemeze a Slave to the Music című stúdióalbumról. A dalban Nancy Coolen énekel, és Stay-C rappel. A kislemez Top 10-es helyezést ért el Ausztriában, Belgiumban, Dániában, Németországban, Portugáliában, és Svédországban. Az Eurochart Hot 100-as listán a 11. helyezést érte el. 1994-ben a csapat Németországban arany  zenei díjat nyert, miután a játszási listán az 5. helyezést érte el a dal. Európán kívül Zimbabwében a 8. Ausztráliában és Új-Zélandon a 20. helyezett volt a dal.

## Videoklip
A dalhoz készült klipet 1993 decemberében jelentette meg a Garcia Media Production. A videót Fernando Garcia és Steve Walker készítette. A jeleneteket Belgiumban és Hollandiában forgatták.

## Számlista
CD single (Hollandia) - Indisc
1. "Is It Love"                        — 3:56
2. "Is It Love" (Dancability Club Mix) — 5:04

(Hollandia) - Indisc
1. "Is It Love" (Single Mix)              — 3:56
2. "Is It Love" (Dancability Club Mix)    — 5:04
3. "Slave To The Music" (Naked Eye Remix) — 5:53
4. "Is It Love" (RVR Long Version)        — 5:30

CD single (Ausztrália & Új-Zéland) - Possum
1. "Is It Love" (Single Mix)              — 3:56
2. "Is It Love" (Dancability Club Mix)    — 5:04
3. "Slave To The Music" (Naked Eye Remix) — 5:53
4. "Is It Love" (RVR Long Version)        — 5:30

(Skandinávia) - Scandinavian Records
1. "Is It Love" (Single Mix)              — 3:56
2. "Is It Love" (Dancability Club Mix)    — 5:04
3. "Slave To The Music" (Naked Eye Remix) — 5:53
4. "Is It Love" (RVR Long Version)        — 5:30

CD maxi (Németország) - ZYX Music
1. "Is It Love" (Single Mix)              — 3:56
2. "Is It Love" (Dancability Club Mix)    — 5:04
3. "Slave To The Music" (Naked Eye Remix) — 5:53
4. "Is It Love" (RVR Long Version)        — 5:30

CD mini (Japán) - Cutting Edge
1. "Is It Love" (Single Mix)                         — 3:56
2. "Slave To The Music" (Naked Eye Remix)            — 5:53
3. "Is It Love" (Dancability Club Mix)               — 5:04
4. "Slave To The Music" (Ferry & Garnefski Club Mix) — 5:02

## Slágerlista
| Slágerlista (1993/1994)                                                               | Legjobb helyezések |
| ------------------------------------------------------------------------------------- | ------------------ |
| Ausztrália (ARIA)                                                                     | 20                 |
| Ausztria (Ö3 Austria Top 40)                                                          | 9                  |
| Belgium (Ultratop 50 Flanders)                                                        | 11                 |
| Belgium (VRT Top 30 Flanders)                                                         | 8                  |
| Dánia (IFPI)                                                                          | 6                  |
| Európa (Eurochart Hot 100)                                                            | 22                 |
| Európa (Eurochart Hot 100)                                                            | 11                 |
| Európa (European Hot 100 Singles)                                                     | 16                 |
| Németország (Media Control Charts)                                                    | 5                  |
| Izland (Íslenski Listinn Topp 40)                                                     | 11                 |
| Hollandia (Dutch Top 40) Archiválva 2016. március 29-i dátummal a Wayback Machine-ben | 7                  |
| Hollandia (Single Top 100)                                                            | 6                  |
| Új-Zéland (Recorded Music NZ)                                                         | 20                 |
| Portugália (AFP)                                                                      | 4                  |
| Svájc (Schweizer Hitparade)                                                           | 24                 |
| Svédország (Sverigetopplistan)                                                        | 7                  |
| Zimbabwe (ZIMA)                                                                       | 8                  |

| Slágerlista (1993)       | Helyezés |
| ------------------------ | -------- |
| Hollandia (Dutch Top 40) | 109      |

| Slágerlista (1994)                   | Helyezések |
| ------------------------------------ | ---------- |
| Ausztrália (ARIA)                    | 74         |
| Ausztria (Ö3 Austria Top 40)         | 29         |
| Belgium (Ultratop Flanders)          | 61         |
| Belgium (VRT Top 30 Flanders)        | 41         |
| Európa (Eurochart Hot 100)           | 70         |
| Európa (European Hot 100 Singles)    | 87         |
| Németország (Official German Charts) | 41         |
| Hollandia (Dutch Top 40)             | 80         |
| Hollandia (Single Top 100)           | 56         |
| Svédország (Sverigetopplistan)       | 39         |
| Svájc (Schweizer Hitparade)          | 46         |